# Pearland
Pearland è una città dello Stato del Texas, all'interno dell'area metropolitana di Houston-The Woodlands-Sugar Land. La maggior parte della città si trova nella contea di Brazoria, con porzioni che si estendono nelle contee di Fort Bend e Harris. Al censimento del 2010, la popolazione della città era di 91.252 abitanti, su una popolazione di 37.640 abitanti al censimento del 2000. Il tasso di crescita della popolazione di Pearland dal 2000 al 2010 è stato del 142%, che ha classificato Pearland come la 15ª città in più rapida crescita negli Stati Uniti durante quel periodo, rispetto ad altre città con una popolazione di 10.000 o superiore nel 2000. Pearland è la terza più grande città della Houston MSA, e dal 2000 al 2010, classificata come la città in più rapida crescita nella Houston MSA e la seconda città in più rapida crescita nel Texas. Al 2015 la popolazione era aumentata a circa 108.821 abitanti.

## Geografia fisica
Secondo lo United States Census Bureau, ha un'area totale di 47,47 mi² (122,95 km²).

## Storia
L'area dove oggi sorge Pearland ha avuto le sue umili origini vicino a un deviatoio sulla Gulf, Colorado and Santa Fe Railway nel 1882. Quando un ufficio postale fu istituito nel 1893, la comunità era originariamente chiamata "Mark Belt". Il 24 settembre 1894, il piano di "Pear-Land" fu depositato presso il tribunale della contea di Brazoria da Witold von Zychlinski, un uomo di nobiltà polacca. All'epoca Pearland aveva molti frutti raccolti dai residenti. Zychlinski vide i peri e decise che "Pearland" sarebbe stato un buon nome per la comunità.
Pearland venne promossa dagli sviluppatori della Allison & Richey Land Company come "Eden agricola". La prima suddivisione fu chiamata "Suburban Gardens". L'uragano di Galveston del 1900 e l'uragano di Galveston del 1915 distrussero la maggior parte degli alberi da frutto e rallentarono la crescita per un considerevole periodo di tempo, causando un periodo di desertificazione nell'area. Nel 1914, con il rimbalzo dell'agricoltura e la fine della desertificazione, Pearland aveva una popolazione di 400 abitanti, ma un devastante freddo nel 1918 fu un'altra battuta d'arresto per le imprese agricole locali. Il petrolio fu scoperto nelle vicinanze nel 1934, il che portò allo sviluppo del giacimento petrolifero Hastings, sebbene non stimolasse molto la crescita, poiché la popolazione oscillava tra 150 e 350 abitanti. Dagli anni 1970, la città è cresciuta fino ai giorni nostri.

## Società

### Evoluzione demografica
Secondo il censimento del 2010, la popolazione era di 91.252 abitanti.

### Etnie e minoranze straniere
Secondo il censimento del 2010, la composizione etnica della città era formata dal 62,0% di bianchi, il 16,4% di afroamericani, lo 0,5% di nativi americani, il 12,4% di asiatici, lo 0,0% di oceanici, il 6,0% di altre razze, e il 2,7% di due o più etnie. Ispanici o latinos di qualunque razza erano il 20,5% della popolazione.